# Саксаганська сільська рада (П'ятихатський район)
| Саксаганська сільська рада — колишній орган місцевого самоврядування у П'ятихатському районі Дніпропетровської області з адміністративним центром у с. Саксагань. Сільській раді підпорядковані населені пункти: - с. Саксагань - с. Чумаки |

## Склад ради
Рада складається з 20 депутатів та голови.

## Керівний склад сільської ради
| ПІБ                           | Основні відомості                                                                                     | Дата обрання | Дата звільнення |
| ----------------------------- | --- | ------------ | --------------- |
| Боронило Олександр Степанович | Сільський голова, 1941 року народження, освіта, член Соціал-демократичної партії України (об'єднаної) | 26.03.2006   | 31.10.2010      |
| Кривохатько Микола Іванович   | Сільський голова, 1953 року народження, освіта середня спеціальна, член Партії регіонів               | 31.10.2010   |                 |

Примітка: таблиця складена за даними джерела